# Maçãs de Caminho
Maçãs de Caminho est une freguesia portugaise située dans le District de Leiria.
Avec une superficie de 7,66 km2 et une population de 391 habitants (2001), la paroisse possède une densité de 51,0 hab/km2.